# Conto protezione

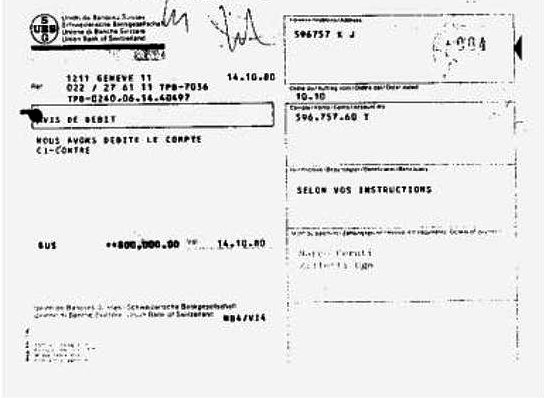
Bonifico di un versamento effettuato sul conto "protezione" da Roberto Calvi

Il Conto 633369 nominato "Protezione" fu aperto all'Unione di banche svizzere (UBS) di Lugano nel 1979.

## Apertura
Il conto fu aperto da Silvano Larini e ospitò per un certo tempo solo cifre non particolarmente elevate. Nell'autunno 1980 Bettino Craxi chiese – ed ottenne – di poter utilizzare il conto per un'operazione finanziaria estera del Partito Socialista Italiano.
In ottobre furono versati 3,5 milioni di dollari; nel febbraio 1981 si registrò un altro accredito. Fra le due operazioni si collocò il prelievo di circa un milione di dollari in contanti, portati in Italia.
Subito dopo la scoperta in casa di Licio Gelli (marzo 1981) degli elenchi della P2 e di un biglietto con l'indicazione del conto 633369 e della parola "Protezione", il conto stesso venne estinto con prelievi in contanti e con uno spostamento di denaro su un altro conto intestato a Larini, in una banca di Mendrisio.

## Accertamenti giudiziari
In relazione alle inchieste su Banco Ambrosiano, Roberto Calvi e Licio Gelli, si cercò di far luce sul profilo del conto Protezione e del suo intestatario. Negli anni ottanta, però, le rogatorie svizzere erano ostacolate dal segreto bancario.
Quando Bettino Craxi venne inquisito per Tangentopoli, Giorgio Pisanò lo denunciò a Milano, riaprendo il caso che era stato archiviato dalla magistratura romana.
Silvano Larini consegnò subito dopo il suo arresto, nel 1993, l'estratto conto della movimentazione di quel conto ai pubblici ministeri Antonio Di Pietro e Pierluigi Dell'Osso.

## Processi
Alle testimonianze di Licio Gelli e Larini è legata la riapertura dell'inchiesta sullo stralcio del crack del Banco Ambrosiano durata un ventennio e conclusasi con le condanne di Claudio Martelli, Silvano Larini e Licio Gelli; per il quarto imputato, Bettino Craxi, la sentenza fu annullata con rinvio dalla Corte di Cassazione nel 1999, e il procedimento fu dichiarato estinto nel 2000 per decesso dell'imputato.